# Bondeno
Bondeno – miejscowość i gmina we Włoszech, w regionie Emilia-Romania, w prowincji Ferrara, położona nad rzeką Panaro.
Według danych na rok 2004 gminę zamieszkiwało 15 671 osób, 89,5 os./km².

## Współpraca
- Dillingen an der Donau, Niemcy
- Bihać, Bośnia i Hercegowina